# Richard Greenblatt

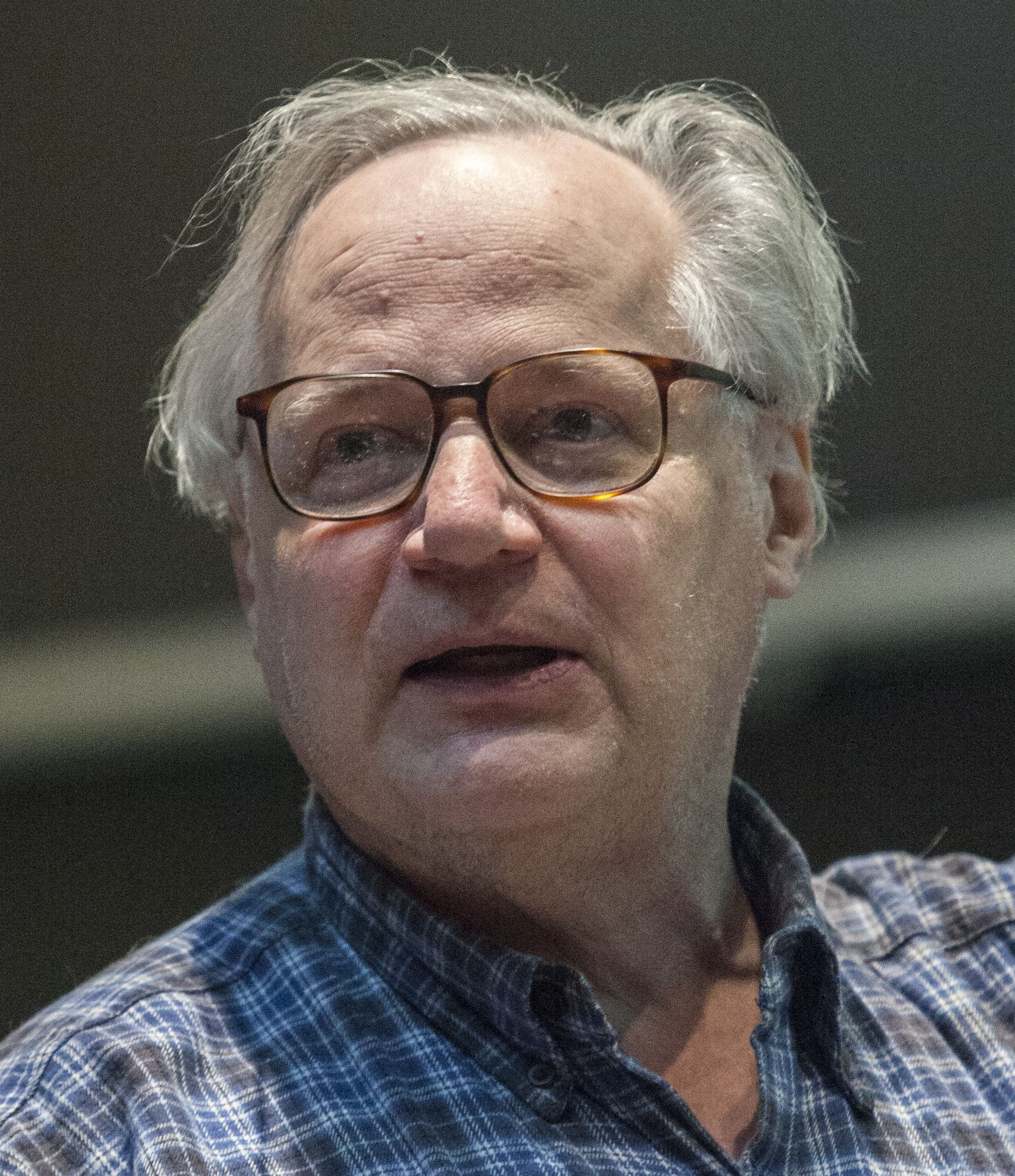
Richard Greenblatt (2009)

Richard D. Greenblatt (* 25. Dezember 1944 in Portland (Oregon), USA) ist ein amerikanischer Informatiker mit Schwerpunkt Künstliche Intelligenz (AI) und ein Computerschachpionier. Zusammen mit seinem Landsmann Bill Gosper gilt er als einer der ersten Hacker (siehe auch Levys „wahre Hacker“).
Von 1965 bis 1967 entwickelte er am Massachusetts Institute of Technology (MIT) eines der ersten Schachprogramme, genannt Mac Hack, das auf der DEC PDP-6 lief. Sein Programm spielte 1967 in einem Schachturnier gegen Menschen und erreichte eine Elo-Zahl von 1400 (siehe auch Partie Hubert Dreyfus – Mac Hack).